# Warren Ellis (muzikant)
Warren Ellis (Ballarat, 1965) is een Australisch violist en multi-instrumentalist. Hij maakt deel uit van de rockbands Dirty Three en Nick Cave and the Bad Seeds. Eerder was hij ook lid van Grinderman tot die band in 2013 werd ontbonden.
Ellis heeft samen met Nick Cave de soundtracks geschreven voor de films The Proposition, The Road, The Assassination of Jesse James by the Coward Robert Ford en Loin des hommes, en de Netflix-serie Dahmer – Monster: The Jeffrey Dahmer Story.
- Biblioteca Nacional de España: XX4415459
- Bibliothèque nationale de France: cb141750414 (data)
- Gemeinsame Normdatei: 135026849
- International Standard Name Identifier: 0000 0001 1615 3982
- Library of Congress Control Number: no2008032488
- MusicBrainz: b083866c-6ef3-4c27-b360-7b601503c1e3
- Nationale Bibliotheek van Tsjechië: xx0064721
- Nationale Bibliotheek van Israël: 987007437692005171
- SNAC: w6kt4dd7
- Système universitaire de documentation: 127665285
- Trove: 1479780
- Virtual International Authority File: 31799506
- WorldCat: E39PBJgt8wgfgjDvpHMTxFGfv3